# Corticarina angelensia
Corticarina angelensia es una especie de coleóptero de la familia Latridiidae.

## Distribución geográfica
Habita en Ecuador.